# Теоколи, Тео
Тео Теоколи (итал. Teo Teocoli; родился как Антонио Теоколи 25 февраля 1945 года в Таранто, Апулия, Италия) — итальянский комик, пародист, актёр, телеведущий, певец и писатель, с 1971 года снявшийся примерно в 40 фильмах, в основном итальянских.

## Биография
Родился 25 февраля 1945 года в Таранто, где его отец временно работал. Вскоре семья вернулась в Реджо-ди-Калабрию, где Тео пять лет прожил в районе Сбарре, после чего Теоколи переселились в Милан. Будучи подростком, он выступал в качестве рок-н-ролльного певца в клубах своего города, таких как Santa Tecla со своей группой I Demoniaci. В 1965 году Тео получил контракт со звукозаписывающей компанией Dischi Ricordi, дебютировав в том же году с песней Una mossa mista в конкурсе молодых певцов Caravella dei successi в Бари.
Дебютировал в кино в 1971 году. Принимал участие в телешоу Адриано Челентано «Francamente me ne infischio» и «Rockpolitik».
Женат с 1989 года на Елене Фачини, имеет трёх дочерей: Анна Адель Летиция (1989 г.р.), Паола (1991 г.р.) и Кьяра (1992 г.р.).

## Избранная фильмография
- 1971 — Paolo e Francesca
- 1975 — Il padrone e l'operaio
- 1976 — L'Italia s'è rotta
- 1976 — Sturmtruppen
- 1977 — Valentina, una ragazza che ha fretta
- 1978 — L'inquilina del piano di sopra
- 1978 — Il balordo
- 1979 — L'imbranato
- 1979 — Saxophone
- 1979 — Liquirizia
- 1979 — Profumo di classe
- 1980 — Ciao marziano
- 1981 — L'onorevole con l'amante sotto il letto
- 1981 — Spaghetti a mezzanotte
- 1981 — Una vacanza bestiale
- 1981 — Tutto compreso
- 1982 — Si ringrazia la regione Puglia per averci fornito i milanesi
- 1982 — Stormtroopers II
- 1982 — Eccezzziunale… veramente
- 1983 — Drive In (variety show)
- 1984 — Diego al 100%
- 1985 — Grand Hotel
- 1986 — Grandi magazzini
- 1987 — Missione eroica - I pompieri 2
- 1987 — Tutti in palestra
- 1987 — My First Forty Years
- 1988 — Days of Inspector Ambrosio
- 1991 — Abbronzatissimi
- 1991 — I tre moschettieri
- 1991 — L'odissea
- 1991 — Mai dire TV
- 1992 — I vicini di casa
- 1995 — Croce e delizia
- 1996 — Papà dice messa
- 2000 — Bibo per sempre
- 2011 — Bar Sport
- 2012 — I 2 soliti idioti
- 2016 — Forever Young

## Дискография
Синглы
- 1965 — Una mossa sbagliata/Mi son svegliato (Dischi Ricordi, SRL 10.401)
- 1966 — Una bambolina che fa no no no/Non ci sarò (Dischi Ricordi, SRL 10.443; con i Quelli)
- 1967 — Carolina nu parte cchiù/Scapricciatello (Clan Celentano, ACC 24060)
- 1967 — Le vitamine/Scapricciatello (Clan Celentano, ACC 24062)
- 1984 — Gitana/Il guazzabuglio (CGD 10568)
- 1989 — Por un beso me mareo/ Macho Camicho’s band (Alpharecord, AR 3011)
- 1990 — Te-O'/Te-O' (versione strumentale) (Five Record, FM 13268)

Альбом
- 1970 — Hair — versione italiana (RCA Italiana, PSL 10479; con Loredana Bertè, Renato Zero e il cast)